# Appointé
 (mars 2013).
Appointé est un grade militaire dont l'importance dans la hiérarchie des sous-officiers varie selon le pays. Il est en général attribué à un soldat et fait partie des premiers grades possibles.

## Armée suisse

Insigne du grade d'appointé

Dans l'Armée suisse, le grade d'appointé est attribué en vertu de l'article 58 de l'« Ordonnance concernant les obligations militaires » :
- Les soldats dont les qualifications sont très bonnes ou excellentes peuvent être promus au grade d’appointé.

Ce grade est immédiatement en dessus de celui de soldat et précède celui d'appointé-chef. En pratique, les appointés sont la plupart du temps choisis parmi les soldats qui n'ont plus beaucoup de jours de service à effectuer. La gestion d'un groupe d'hommes est en général confiée à un sergent (anciennement caporal) plutôt qu'à un appointé. Ce grade a, à ce titre, plus une valeur honorifique que les autres grades qui jouent un rôle significatif dans la hiérarchie et les décisions.

## Définition
Appointé est une distinction qui répond à une qualité de comportement. L'appointé est une personne qui peut, après avoir reçu un ordre, être dispensée d'être contrôlée. C'est un militaire qui franchira les obstacles, qui posera les questions pertinentes, qui saura se faire renseigner, qui saura déléguer et contrôler ce qu'il n'est pas capable de faire, qui connaît ses limites personnelles, qui ne cachera jamais ses lacunes aux autres.
Cette distinction peut s'obtenir après une période de service courte, si le supérieur décide que le soldat répond aux critères. Le supérieur s'engage, en donnant cette distinction, envers tous les autres supérieurs qui utiliseraient les services d'un appointé. Il prend ainsi le risque d'être sermonné si l'appointé ne répond pas aux critères et pourrait être soupçonné d'avoir donné la distinction par complaisance.
C'est ce qui fait que les appointés sont distingués en fin de carrière, les officiers ayant de la peine à prendre le risque de qualifier un soldat en prenant leur responsabilité.
Pour un supérieur, il est néanmoins confortable d'avoir des appointés à disposition, pour ne pas avoir à contrôler toutes les tâches confiées.
En principe, dans l'entreprise au civil, les soldats ayant obtenu leur distinction d'appointés peuvent la faire valoir. C'est une distinction qui atteste d'un comportement fiable. Comme les autres distinctions ou diplômes n'attestent toujours que de connaissance techniques, celle d'appointée est donc précieuse.